# Carré-Du-Champ-Operator
Der Carré-Du-Champ-Operator (wörtlich Quadrat-des-Feldes-Operator) ist ein bilinearer, symmetrischer Operator aus der Analysis und der Stochastik. Der Carré-Du-Champ-Operator misst, wie weit ein Operator davon entfernt ist, eine Derivation zu sein.
Der Operator wurde erstmals 1969 von Hiroshi Kunita beschrieben und 1976 unabhängig von Jean-Pierre Roth in seiner Doktorarbeit wiederentdeckt.
Der Name "carré du champ" (Quadrat des (Vektor-)feldes) stammt aus der Elektrostatik.

## Carré-Du-Champ-Operator einer Markow-Halbgruppe
Gegeben sei ein σ-endlicher Maßraum {\displaystyle (X,{\mathcal {E}},\mu )} und eine Markow-Halbgruppe {\displaystyle \{P_{t}\}_{t\geq 0}} von nicht-negativen Operatoren auf {\displaystyle L^{2}(X,\mu )}.
Weiter sei {\displaystyle A} der infinitesimale Generator von {\displaystyle \{P_{t}\}_{t\geq 0}} und {\displaystyle {\mathcal {A}}} eine Algebra der Funktionen in der Domäne {\displaystyle D(A)}, das bedeutet ein Vektorraum der geschlossen unter Multiplikation ist. Es gilt also, wenn {\displaystyle f,g\in {\mathcal {A}}}, dann auch {\displaystyle fg\in {\mathcal {A}}}.

### Carré-Du-Champ-Operator
Der Carré-Du-Champ-Operator der markowschen Halbgruppe {\displaystyle \{P_{t}\}_{t\geq 0}} ist der Operator {\displaystyle \Gamma :{\mathcal {A}}\times {\mathcal {A}}\to \mathbb {R} } definiert (nach P. A. Meyer) durch
{\displaystyle \Gamma (f,g)={\frac {1}{2}}\left(A(fg)-fA(g)-gA(f)\right)}
für alle {\displaystyle f,g\in {\mathcal {A}}}.

### Erläuterungen
Aus der Definition folgt
{\displaystyle \Gamma (f,g)=\lim \limits _{t\to 0}{\frac {1}{2t}}\left(P_{t}(fg)-P_{t}fP_{t}g\right).}

#### Positivität
Für {\displaystyle f\in {\mathcal {A}}} folgt aus {\displaystyle P_{t}(f^{2})\geq (P_{t}f)^{2}} somit {\displaystyle A(f^{2})\geq 2fAf} und
{\displaystyle \Gamma (f):=\Gamma (f,f)\geq 0,\quad \forall f\in {\mathcal {A}}.}

#### Domäne der Markow-Halbgruppe
Die Domäne ist definiert als
{\displaystyle {\mathcal {D}}(A):=\left\{f\in L^{2}(X,\mu );\;\lim \limits _{t\downarrow 0}{\frac {P_{t}f-f}{t}}{\text{ existiert und ist in }}L^{2}(X,\mu )\right\}.}

## Carré-Du-Champ-Operator nach Roth
Sei {\displaystyle X} ein lokalkompakter Raum und {\displaystyle A} ein linearer Operator mit Domäne {\displaystyle D(A)\subset C_{0}(X)} darauf.

### Positives Maximumprinzip
{\displaystyle A} erfüllt das positive Maximumprinzip, wenn für alle {\displaystyle f\in D(A)} und {\displaystyle \forall x_{0}\in X} mit
{\displaystyle f(x_{0})=\sup \limits _{y\in X}f(y)\geq 0}
gilt, dass
{\displaystyle Af(x_{0})\leq 0.}

### Carré-Du-Champ-Operator
Sei {\displaystyle A} nun ein Operator, der das positive Maximumprinzip erfüllt und dessen Domäne {\displaystyle D(A)} dicht in {\displaystyle C_{0}(X)} liegt. Außerdem sei {\displaystyle D(A)} stabil gegenüber der Multiplikation, d. h.
{\displaystyle f,g\in D(A)\implies fg\in D(A).}
Dann ist der Carré-Du-Champ-Operator {\displaystyle \Gamma :D(A)\times D(A)\to C_{0}(X)}, der symmetrische bilineare Operator definiert durch
{\displaystyle \Gamma (f,g)=A(fg)-fA(g)-gA(f)\quad \forall f,g\in D(A).}